# Indirana
Famille
Synonymes
- Indiraninae Blommers-Schlösser, 1993

Genre
Synonymes
- Ranixalus Dubois, 1986 "1985"

Indirana est un genre d'amphibiens, le seul de la famille des Ranixalidae.

## Répartition et habitat
Les 12 espèces de ce genre sont endémiques du Sud et du centre de l'Inde.
Toutes les espèces sont terrestres et vivent dans la forêt tropicale humide. Certaines espèces vivent aussi dans les marécages.

## Liste des espèces
Selon Amphibian Species of the World (14 septembre 2015) :
- Indirana beddomii (Günther, 1876)
- Indirana brachytarsus (Günther, 1876)
- Indirana chiravasi Padhye, Modak & Dahanukar, 2014
- Indirana diplosticta (Günther, 1876)
- Indirana gundia (Dubois, 1986)
- Indirana leithii (Boulenger, 1888)
- Indirana leptodactyla (Boulenger, 1882)
- Indirana longicrus (Rao, 1937)
- Indirana phrynoderma (Boulenger, 1882)
- Indirana salelkari Modak, Dahanukar, Gosavi & Padhye, 2015
- Indirana semipalmata (Boulenger, 1882)
- Indirana tenuilingua (Rao, 1937)

## Publications originales
- Dubois, 1987 "1986" : Miscellanea taxinomica batrachologica (I). Alytes, vol. 5, no 1, p. 7-95 (« texte intégral »(Archive.org • Wikiwix • Archive.is • Google • Que faire ?)).
- Laurent, 1986 : Sous classe des lissamphibiens. Systématique. Traité de Zoologie, tome 14, fas. 1B, p. 594-797